# Hanna Ljungberg
Hanna Carolina Ljungberg, född 8 januari 1979 i Umeå kommun, Västerbottens län, är en svensk före detta fotbollsspelare, anfallare. Hon spelade under största delen av karriären för klubblaget Umeå IK och spelade 130 landskamper för det svenska landslaget.

## Biografi
Hanna Ljungberg växte upp på Mariehem och gick naturvetenskapliga programmet på Östra gymnasiet med examen våren 1998. Hennes far Göran Ljungberg har spelat fotboll för Gimonäs CK med Lars Lagerbäck som lagkamrat.

### Spelarkarriär
Ljungberg debuterade i damlandslaget 2 juni 1996, i matchen Spanien–Sverige (0–8).
Efter att ha vunnit damallsvenskans skytteliga med 39 mål på 22 matcher, utsågs Hanna Ljungberg 2002 till årets främsta spelare av Svenska Fotbollförbundet och Sydsvenska Dagbladet samt belönades med Diamantbollen. Hanna Ljungberg spelade i Sveriges silverlag i VM 2003 i USA, och är tillsammans med Agne Simonsson och Nils Liedholm de enda svenskarna som gjort mål i en VM-final. Hon skadades i bronsmatchen i Algarve Cup 2006.
Efter ännu ett skadeuppehåll under 2007 gjorde hon comeback i VM-truppen, och gjorde två mål i genrepet mot Danmark den 30 augusti. Ljungberg var uttagen till OS-truppen 2008, men spelade ingen match på grund av en lårskada.
Den 17 maj 2007 debuterade Hanna Ljungberg som målvakt när Umeå mötte Alvik i Svenska cupen, eftersom Carola Söberg skadades med 20 minuter kvar av matchen. Ljungberg höll nollan.
Den 5 mars 2008 blev Ljungberg historisk som den damspelare som gjort flest landskampsmål för Sverige. Hon gjorde då sitt 72:a mål i den blågula tröjan och är därmed etta före Pia Sundhage och Lena Videkull, som båda gjorde 71 landslagsmål. (Sverige mötte Finland i Algarve Cup och vann med 3-1). Detta mål blev också hennes sista i blågult. Rekordet både tangerades och slogs av Lotta Schelin under 2014.
Augusti 2009 meddelade Hanna Ljungberg, efter ytterligare en skada, att hon avslutade sin aktiva karriär som fotbollsspelare.

## Meriter

### Sveriges landslag
- Silver vid Europamästerskapet i fotboll för damer 2001
- Silver vid Världsmästerskapet i fotboll för damer 2003

### Umeå IK
- Damallsvenskan: 2000, 2001, 2002, 2005, 2006, 2007, 2008
- Svenska cupen: 2000/2001, 2002, 2003, 2007
- UEFA Women's Cup: 2002/2003, 2003/2004

### Indivuduellt
- 2002 Diamantbollen

## Tränarkarriär
Hösten 2009 påbörjade Hanna Ljungberg en ny karriär i Umeå IK, som assisterande tränare under dåvarande tränaren Mika Sankala . Efter säsongen 2009 återupptog hon studierna till sjukgymnast vid Umeå universitet, och ersattes samtidigt som assisterande i UIK av gamla anfallskollegan Tina Nordlund).
Inför säsongen 2011 började hon återigen som assisterande tränare i UIK, nu under nye tränaren Joakim Blomqvist.

### Övriga aktiviteter
Hanna Ljungberg tävlade i 2011 års upplaga av SVT:s serie Mästarnas mästare.
2013 medverkade Hanna Ljungberg i Sveriges Televisions dokumentära TV-serie Den andra sporten.